# Тайваньская жаба
Тайваньская жаба (лат. Bufo bankorensis) — земноводное семейства настоящих жаб.
Вид является эндемиком Тайваня. Его естественными местами обитания являются субтропические или тропические влажные равнинные леса, реки, пресноводные болота, временные пресноводные болота, пашни, плантации, сады, пруды и орошаемые поля.
Это крупная жаба с длиной тела до 15 см.
Хотя вид достаточно частый на Тайване, потеря среды обитания является угрозой для него. Жаб также употребляют в пищу и используют в народной медицине.